# Вилла (фильм, 2017)
«Вилла» (фр. La villa) — французский драматический фильм 2017 года, поставленный режиссёром Робером Гедигяном. Мировая премьера состоялась 3 сентября 2017 на 74-м Венецианском международном кинофестивале, где фильм участвовал в основной конкурсной программе.

## Сюжет
В небольшом прибрежном городке, неподалёку от Марселя, к своему пожилому отцу собрались его собственные дети. Старший сын Арман продолжает заботиться о своем отце и старается сохранить мир и благополучие в родительском доме. Но с приездом неожиданных гостей все меняется…

## В ролях
- Ариан Аскарид — Анжель Барберини
- Жан-Пьер Дарруссен — Жозеф
- Жерар Мейлан[фр.] — Арман
- Жак Буде — Мартен — отец Ивана
- Анаис Демустье — Беранжер
- Робинсон Стевенен — Бенжамен
- Янн Трегуэ — Иван
- Женевьев Мниш — Сюзанн — мать Ивана
- Фред Улисс — Морис
- Дьюк Кома — солдат

## Награды и номинации
Венецианский кинофестиваль-2017
- Участие в основном конкурсе, выдвижение на «Золотого льва» за лучший фильм — Робер Гедигян[2]
- Премия Всемирной католической ассоциации по коммуникациям (SIGNIS) — Робер Гедигян[3]
- Приз Ассоциации средиземноморских университетов (UNIMED) — Робер Гедигян[3]

Премия «Сезар»-2018
- Лучшая актриса второго плана — Анаис Демустье (номинация)